# Digimon Ghost Game
Autre
Digimon Ghost Game (デジモンゴーストゲーム) est une série d'animation japonaise de la franchise Digimon et est réalisée au sein du studio Toei Animation par Kimitoshi Chioka et Masato Mitsuka. Cette dixième saison est diffusée sur Fuji Television au Japon du 3 octobre 2021, en soixante-sept épisodes jusqu'au 26 mars 2023. L'histoire met en scène Hiro, Kiyoshiro, Ruli et leurs partenaires Digimon impliqués dans divers phénomènes étranges. Il s'agit du tout premier anime de Digimon sur le thème de l'horreur.
En France, la série animée est distribuée en version originale sous-titrée en simulcast sur Crunchyroll et sur ADN, et connaît une diffusion télévisuelle sur la chaîne privée J-One dès octobre 2021. 

## Synopsis
Au cours des dernières années, une technologie innovante, « les hologrammes », a émergé et déchaîne les passions sur les réseaux sociaux. Nombreux sont ceux qui assurent avoir eu affaire à d’étranges phénomènes paranormaux, qui seraient dus à des « fantômes holographiques ». 
Le père du collégien Hiro Amanokawa est porté disparu, plutôt serviable et sérieux, le jeune garçon fait de son mieux pour tenir bon dans la vie de tous les jours. Un jour fatidique, Hiro, très curieux de nature, est porté sur un mystérieux artéfact laissé par son père, une « digivice », une montre-bracelet qui fait apparaître à ses yeux des créatures inconnues qui ne peuvent être vues par le commun des mortels, les Digimon. Un hologramme du père de Hiro apparaît aux côtés de l'une de ces créatures pour lui annoncer qu'il est en vie et qu'il va bien. Il rencontre Gammamon, un Digimon espiègle que lui confie son père, Hiro va alors se retrouver confronté à divers phénomènes étranges : comme un homme à la bouche cousue qui vole l'espérance de vie des humains, ou encore une momie qui erre toutes les nuits pour kidnapper ses proies. 
Ces « fantômes holographiques » sont non loin des êtres humains, qu'ils prennent pour cible. Aux côtés de leurs amis Kiyoshiro Higashimitarai et Jellymon, et plus tard Ruli Tsukiyono et Angoramon, les protagonistes Hiro et Gammamon affrontent cet autre côté du monde dont aucun Homme n'a réellement conscience.  

## Personnages
- Hiro Amanokawa (天ノ河 宙?) : garçon de treize ans qui fréquente l'école privée Hazakura. C'est une personne fiable, autonome et sur qui les autres comptent souvent. De nature très curieuse, il commence à s'intéresser aux Digimon après avoir rencontré Gammamon, par l'intermédiaire de son père, Hokuto Amanokawa. En raison de son éducation, il a tendance à refouler son côté enfantin, tout en étant énergique et soucieux des autres. Il a une cicatrice à l'oreille gauche.

- Gammamon (ガンマモン?) : partenaire de Hiro est un Digimon blanc de type cératopsien avec de petites ailes sur le dos. Gammamon possède plusieurs formes Champion dans lesquelles il peut se digivolver, dont l'une est une forme corrompue appelée GulusGammamon.
  - GulusGammamon (グルスガンマモン?) : cette forme s'est développée à la suite des expériences émotionnelles négatives vécues par Gammamon. Contrairement aux autres formes, elle peut s'atteindre sans l'aide de Hiro. Il prend l'apparence d'un BetelGammamon noir et bien que son intelligence, ainsi que sa puissance de combat, aient considérablement augmenté par rapport à Gammamon dans son état normal, la créature perd en échange la majeure partie de son innocence et de sa gentillesse pour devenir extrêmement bestiale et serait originaire d'un autre monde détruit par le « Précurseur de la fin de toute chose », un ennemi qui a désormais les deux mondes dans son collimateur. Il peut se digivolver en Regulusmon, une version corrompue de Canoweissmon, le niveau Ultime de Gammamon.

- Ruli Tsukiyono (月夜野 瑠璃?) : Ruli est une élève de treize ans en première année d'un collège pour filles, elle gère un compte populaire sur les réseaux sociaux lié à l'occultisme. Elle est sociable et a beaucoup d'amis. Elle cherche à découvrir des choses à son goût et est curieuse de tout. Extravertie et capable de tout faire, elle joue du piano, qu'Angoramon aime écouter. Au cours de la série, on apprend que sa famille descend d'une princesse nommée Princesse Lunaire dont la légende raconte qu'elle aimait un être maudit et qu'elle est morte en essayant de le protéger.

- Angoramon (アンゴラモン?) : partenaire de Ruli qui est un grand lapin avec une personnalité pacifiste. Angoramon est aussi une encyclopédie vivante du Digimonde, étant le premier à reconnaître les créatures que le groupe affronte. Ses digivolutions sont pour le niveau Champion : Symbare Angoramon, une version plus fine d'Angoramon et Lamortmon, pour sa forme ultime, qui ressemble à un loup-garou et dont le comportement est agressif, bien que tempéré par Ruli et son instinct à la protéger. Son niveau Méga : Diarbbitmon prend une apparence plus chevaleresque et se bat en utilisant deux lames qui, si elles sont détruites, sont compensées par deux lances.

- Kiyoshiro Higashimitarai (東御手洗 清司郎?) : surdoué de quatorze ans diplômé d'une école américaine, qui fréquente actuellement l'école privée Hazakura. Il a peur des fantômes et cherche toujours des talismans pour les éloigner. Il parle généralement d'une manière condescendante, mais d'un autre côté, il est assez lâche quand les choses deviennent sérieuses.

- Jellymon (ジェリーモン?) : digimon mollusque, partenaire de Kiyoshiro, que la créature aime effrayer. Il lui arrive de causer indirectement des problèmes au groupe, Jellymon possède deux formes : sa forme de base ressemblant a une méduse et sa forme de combat qui la rend anthropomorphe. La créature tient à être appelée « Jellymon l'Illustre » et qu'elle prenne plaisir à effrayer Kiyoshiro, elle tient sincèrement a lui, l'appelant « Darling » et devient même jalouse lorsque d'autres filles s'approchent trop près de lui. Sa digivolution, au niveau Champion, est Tesla Jellymon, une forme adolescente au style de combat sur le corps à corps. Pour le niveau Ultime, Thetismon prend une forme féminine mature équipée de gantelets de combat et dotée d'un don pour la guérison. Le niveau Méga, Amphimon, est une créature de type cyborg dont l'apparence ressemble à un scaphandre, sa façon de parler ponctue ses phrases de mots anglais.

- Hokuto Amanokawa (天ノ河 北斗ン?) : père du protagoniste Hiro et est, dans le récit, l'inventeur de la montre Digivice et de ses cartes DIM (avec l'aide de Quantumon). Il part dans le Digimonde en laissant derrière lui son fils, qui se met à sa recherche au début de la série. Cependant, après plusieurs messages échangés et ce qui s'avérera plus tard être un mensonge de Bokomon sur la possibilité d'envoyer sans risque des humains dans ce monde, il y renonce. Hokuto revient dans le monde réel avec son partenaire Terriermon lorsque des phénomènes dont il est indirectement responsable, après diverses conversations mal interprétées par les monstres, font que le lien entre le Digimonde et le monde réel se brise. Il explique que le Digivice a une fonction de porte digitale intégrée que Hiro aurait pu utiliser à tout moment pour le rejoindre. Il tente de retourner dans ce qui reste du monde des Digimon avec le groupe, mais ne parvient pas à franchir la porte et décide de traiter le problème de ces créatures depuis le monde réel, aidé en cela par les camarades du dortoir de Hiro.

- Espimon (エスピモン?) : de forme cyborg, que Hokuto Amanokawa envoie à son fils. Cependant, Espimon prit la description d'Hokuto au pied de la lettre, considérant Hiro comme un « faux Hiro » et recherchant le vrai au cours d'une partie de la série. Il est le deuxième partenaire de Hiro et ne connaît qu'une seule digivolution de niveau Champion, Hover Espimon.

- Black Gatomon Uver. (ブラックテイルモン Uver. ン?) : mystérieuse créature mutique, qui fait office de coursier entre Hiro et son père pendant la série et qui collecte les œufs des antagonistes éliminés pour les renvoyer dans le Digimonde.

- Aoi Udagawa (宇田川 アオイン?) & Mika Kashiwagi (柏木 ミカン?) : Aoi et Mika sont les meilleures amies de Ruli, elles vont à la même école et contribuent au blog de Ruli. Si Ruli essaie de les tenir à l'écart des problèmes liés aux Digimon, il y a des moments où elles sont victimes d'attaques de ces derniers. Bien qu'ils soient tous deux proches de Ruli, seul Aoi est au courant de l'existence des Digimon, après avoir été sauvée par Espimon, ce qui crée un lien entre eux, même si Aoi ne devient finalement pas son partenaire.

- Quantumon (クオンタモンン?) : créature qui a la capacité de voir l'avenir. Elle observe que de nombreux monstres provoquent la destruction des deux mondes par leurs impulsions émotionnelles. Comme Quantumon ne comprend pas cela, il envoie les Digimon sur Terre en tant que cobayes et utilise Black Gatomon Uver. comme coursier pour ramener ces sujets. Elle est également responsable du limiteur sur la montre Digivice, qui empêche les Digimon liés aux humains d'atteindre le niveau Méga trop rapidement.

| Bébé 1   | Bébé 2     | Disciple  | Champion          | Ultime       | Méga         |
| -------- | ---------- | --------- | ----------------- | ------------ | ------------ |
| Curimon* | Gurimon*   | Gammamon  | Betel Gammamon    | Canoweissmon | Siriusmon    |
| Curimon* | Gurimon*   | Gammamon  | Kaus Gammamon     | Canoweissmon | Siriusmon    |
| Curimon* | Gurimon*   | Gammamon  | Wezen Gammamon    | Canoweissmon | Siriusmon    |
| Curimon* | Gurimon*   | Gammamon  | Gulus Gammamon    | Regulusmon   | Arcturusmon* |
| Pyonmon* | Bosamon*   | Angoramon | Symbare Angoramon | Lamortmon    | Diarbbitmon  |
| Puyomon* | Puyoyomon* | Jellymon  | Tesla Jellymon    | Thetismon    | Amphimon     |
|          |            | Espimon   | Hover Espimon     |              |              |

* ces formes n'apparaissent pas dans la série animé mais ont été officialisés par la suite avec d'autres médias.

## Développement
Digimon Ghost Game est officiellement annoncé le 1er août 2021 à l'événement DigiFes 2021 de Bandai. Kimitoshi Chioka et Masato Mitsuka sont les réalisateurs de la série. Masashi Sogo est chargé des scripts. Tenya Yabuno est le character designer original, et est également crédité aux côtés de Hiroshi Izawa pour l'aide à la planification. Mariko Itō adapte les personnages de Yabuno pour l'animation. Kenji Watanabe est le créateur des personnages originaux des Digimon, et Cho Shinozuka adapte les dessins de ces Digimon pour l'animation. Mai Ichioka est la directrice artistique, et Toshiki Amada est crédité pour la mise en scène artistique de la série. L'annonce dévoile une première affiche promotionnelle de la série, avec un character design de Tenya Yabuno. 
L'anime apparaît comme étant la première itération de la franchise Digimon sur le thème de l'horreur. La création de cette série impose une réinterprétation des Digimon ainsi que des mythes créés par la firme Bandai pour ce contexte horrifique, de nouveaux Digimon sont créés pour cette nouvelle série et d'anciens Digimon qui peuvent s'intégrer et jouer un rôle actif dans cette histoire, par leur univers mais aussi par leur apparence, font leur apparition. Dans cette itération, ils sont vus comme des esprits frappeurs du folklore japonais ; la première affiche promotionnelle les désigne comme « Hologramme... ? » et « Fantôme... ? ». La réalisation ne souhaite pas que les Digimon soient considérés comme des enfants ou des animaux de compagnie. La série est conçue pour un format épisodique. 
Le 7 août 2021, la première affiche promotionnelle est retouchée avec pour seule différence, la main gauche du personnage de la série Kiyoshiro couverte de bandages. Le 3 septembre 2021, le mensuel Saikyō Jump annonce Digimon Dreamers, une comédie courte de Tenya Yabuno sans lien avec l'anime ; avec une première illustration représentant Hiro, le personnage principal de Ghost Game, avec des lunettes de protection spécifiques aux protagonistes de la franchise. Le design du protagoniste n'est pas finalisé et est remplacé par un personnage original dans une nouvelle illustration révélée par l'auteur via Twitter le 4 septembre 2021. Le 10 septembre 2021, le site officiel révèle le casting, l'équipe de production, la date de diffusion, ainsi qu'un visuel définitif avec le character design revisité par Mariko Itō et l'équipe créative.

## Anime
La série est diffusée depuis le 3 octobre 2021 sur Fuji Television et annoncée après Digimon Adventure: sur la même tranche horaire. Pour la première fois depuis 2002, la fin d'une série de la franchise a été suivie par le début d'une autre ; la série s'achève le 26 mars 2023, après soixante-sept épisodes, la franchise n'est pas reconduite avec une nouvelle production télévisée. Elle est également diffusée en VOD sur TVer, U-NEXT, Bandai Channel, Anime Hodai et Docomo Anime Store au Japon. 
Elle est distribuée en simultanée par Crunchyroll, en Amérique du Nord, Amérique centrale, Caraïbes, Amérique du Sud, en Europe et les zones MENA et CEI, en Océanie et en Afrique du Sud avec des sous-titres en anglais, espagnol, français, portugais, arabe, italien, allemand et russe. La série est également sur VRV aux États-Unis.
En France, Digimon Ghost Game est distribué en simulcast sur Crunchyroll le dimanche à 4 h 30 du matin. La série est également distribuée en simultané sur ADN le dimanche gratuitement à 9 h du matin. Digimon Ghost Game est également diffusée en simultanée à la télévision en France sur J-One en version originale sous-titrée du 6 octobre 2021 au 29 mars 2023, le mercredi suivant la diffusion japonaise à 19 h 25,,. Le 19 décembre 2021, les cinq premiers épisodes en VOSTFr sont présentés au festival Pop Asia Matsuri avec ADN.  
La série est diffusée avec la signalétique Déconseillé aux moins de 10 ans en France sur la chaine J-One, ainsi que sur la plateforme ADN à partir du mois d'avril 2022.   
Le 6 mars 2022, Toei Animation annonce une trêve de la diffusion initialement en raison du marathon féminin de Nagoya. Le 7 mars 2022, Toei Animation et le réseau social de Digimon Ghost Game révèlent qu'ils ont été affectés par une attaque informatique —  un ransomware — ; les séries produites par le studio connaissent des reports à compter du 20 mars 2022. Au Japon, la chaîne Fuji TV décide de rediffuser le premier épisode de Digimon Ghost Game le 20 mars et une sélection d'épisodes en aléatoire jusqu'au 10 avril 2022,. En France, la chaine J-One rediffuse les trois derniers épisodes en date de la série le 16 mars 2022, avant de la remplacer provisoirement par Boruto dès le 23 mars 2022.  

## Distribution

### Version japonaise
- Mutsumi Tamura : Hiro Amanokawa
- Yū Kobayashi : Ruli Tsukiyono
- Akira Ishida : Kiyoshiro Higashimitarai
- Miyuki Sawashiro : Gammamon
- Kazuya Nakai : Angoramon
- Yū Shimamura : Jellymon

## Musique
Le compositeur de la version japonaise est Kow Otani. Wienners interprète le générique d'ouverture Faction, accompagné d'un clip officiel diffusé sur les réseaux sociaux du groupe le 20 octobre 2021, tandis qu'Aiiro Apollo interprète le premier générique de fin Pedal. Le deuxième générique de fin, Datte Kyou Made Koiwazurai, est interprété par le groupe BMK de l'épisode 13 à 21. Le troisième générique de fin, Hikariau Monotachi, est interprété par le groupe Bye-Bye-Hand no Houteishiki de l'épisode 22 à 31. Le quatrième générique de fin, Monster Disco, est interprété par Hyadain et Suga Shikao de l'épisode 32 à 44. Le cinquième générique de fin, Strawberry, est interprété par Kobore 45 de l'épisode 45 à 57. Le sixième générique de fin, Take Me Maybe, est interprété par Kobore 45 de l'épisode 58 à 67. Masukura Yoshimasa est l'interprète des chansons intégrées dans les épisodes : First Riders et Makuake.

## Accueil
Après les deux premiers épisodes, Anime News Network définit Digimon Ghost Game comme une fusion entre Yō-kai Watch et Digimon. Le site accueille d'une manière positive cette nouvelle série expliquant que la franchise Digimon semble « mise au goût du jour pour un public actuel ».
Pour le Journal du Japon, Digimon Ghost Game est une série pour enfants sympathique « dont les combats manquent d’une certaine dimension épique ».